# Dorcadion irakensis
Dorcadion irakensis is een keversoort uit de familie van de boktorren (Cerambycidae). De wetenschappelijke naam van de soort werd voor het eerst geldig gepubliceerd in 1987 door Al-Ali & Ismail.